# Éva Harmath
Éva Harmath (* 16. Juli 1930 in Visonta im Kreis Gyöngyös; † 24. Juni 1993 in Szeged) war eine ungarische Opernsängerin (Sopran) und Schauspielerin.

## Leben
Éva Harmath absolvierte ihr Gesangsstudium bei Luigi Renzin und Emilia Possert an der Franz-Liszt-Akademie.
In der Spielzeit 1953/1954 wirkte sie als Primadonna des Operettentheaters Budapest, dann bis 1956 am Nationaltheater von Miskolc und 1958 als Kammersängerin des Nationaltheaters Szeged.
Seit 1956 gastierte Harmath regelmäßig im europäischen Ausland und in den USA an diversen Opernhäusern. Nach Ella Lee, die in der Premiere besetzt war, übernahm Éva Harmath 1964 in Götz Friedrichs Fernsehversion seiner Inszenierung von Puccinis Tosca an der Komischen Oper Berlin die Titelrolle.

## Rollen
- Fidelio (Beethoven)
- Agathe (C. M. v. Weber Der Freischütz)
- Elisabeth (Richard Wagner Tannhäuser)
- Elsa (Wagner Lohengrin)
- Aida (Giuseppe Verdi)
- Desdemona (Verdi Otello)
- Carmen (Georges Bizet)
- Tosca (Giacomo Puccini)

## Auszeichnungen
- Ferenc Liszt Preis (1963)
- Preis des Nationaltheaters Szeged (1992)

## Porträts
- Rollenbilder